# Lima (Modelleisenbahn)
Lima ist eine unter mehreren Handelsmarken des britischen Modelleisenbahnherstellers Hornby Railways unter der seit 2006 in der Nenngröße H0 vorwiegend Modelleisenbahnfahrzeuge für die Spur H0 und Zubehör nach italienischen Vorbildern vertrieben werden.
Die 1946 gegründete Firma Lima bestand bis 2004 und war ein eigenständiger Hersteller von Spielzeug- und Modelleisenbahnen mit Firmensitz in Vicenza in Italien.

## Firmengeschichte
Lima fertigte ursprünglich als Zulieferer Aluminiumgussteile für die Italienische Staatsbahn (Ferrovie dello Stato Italiane). Nachdem diese ab 1948 solche Teile selbst fertigte, ging Lima zur Produktion von Bootsmodellen, Modellbahnzubehör und Modellautos aus Aluminium über, um schließlich ab 1953 vor allem Modellbahnen zu fertigen. Diese Spielbahnmodelle ohne große Vorbildtreue waren einfach konzipiert und wurden zu günstigen Preisen angeboten. Gegen Ende der 1950er Jahre kamen zunehmend auch anspruchsvollere und detailgenauere Modelle ins Programm und Lima konnte sich auf dem Markt als preisgünstige Alternative zu den Marktführern aus Deutschland etablieren. Die preiswerten Modelle für den anspruchslosen Modelleisenbahner waren technisch einfach, dem Original aber gut nachempfunden.
Ab 1982 erfolgte die schrittweise Umstellung vom Billigsegment auf höherwertige Modellbahnen, die ab 1989 unter dem Label Lima-Nova vertrieben wurden. Mittelmotor mit Kardanantrieb, kinematische Kurzkupplungen und maßstäbliche Wagen sowie Nischenmodelle wurden dessen Markenzeichen, trotzdem konnte die Firma ihr Image als Hersteller billiger Produkte nie ablegen. Mit der Übernahme durch den angeschlagenen Hersteller Rivarossi, zu dem auch Jouef und Arnold gehörten, geriet Lima seinerseits in finanzielle Schwierigkeiten und musste 2004 Insolvenz anmelden. Seit 2006 gehören die Markenrechte wie auch die Fertigungsformen aus der entsprechenden Insolvenzmasse der Firma Hornby. Diese transportierte die Produktionsanlagen in die Volksrepublik China und stellt dort eine stetig größer werdende Auswahl ehemaliger Lima-Modelle wieder her.

## Sortiment und Vertrieb
In den 1980er-Jahren wurden weit über 350 H0-Modelleisenbahnfahrzeuge nach internationalen Vorbildern hergestellt. Eine Übersicht war nur schwer möglich, da die Sortimente für verschiedene Länder über die jeweiligen Vertretungen mit den entsprechenden Katalogen vertrieben wurde.
Damit fertigte Lima mit bis zu 1200 Mitarbeitern eines der umfangreichsten H0-Modellbahnsortimente der Welt. Hinzu kamen Modellprogramme in den Baugrößen 0, 00 und N. Die Fahrzeuge waren in allen Baugrößen für das internationale Zweileiter-Gleichstromsystem ausgelegt. Das Programm wurde mit einem Gleissystem mit Schienen aus Neusilber und umfangreichen Zubehör ergänzt. In der Nenngröße H0 umfasste dies zum Beispiel Transformatoren, Batterieregler, Form- und Lichtsignale (teilweise mit Zugbeeinflussung), mechanische Bahnübergänge, Schiebebühnen, Drehscheiben, Verladestation, Bahnhöfe, Bahnsteige, Häuser, Brücken, Tunnels, Straßenfahrzeuge, Container u. v. m. Die Kupplungen entsprachen der üblichen Ausführung für den jeweiligen Exportmarkt und konnten bei Bedarf in der Regel ohne großen Aufwand ausgetauscht werden, sofern sie nicht fest mit dem Fahr-/Drehgestell verbunden waren.
Das Lima-Sortiment wurde früher insbesondere über Kauf- und Versandhäuser vertrieben. In Deutschland zum Beispiel verbarg sich hinter fast allen Goodplay-Modellbahnen des Fürther Versandhauskonzernes Quelle ein Lima-Produkt. Die Startsätze enthielten bei Lima oft große Lokomotiven und vierachsige Personenwagen, während die Konkurrenz in der Regel nur eine kleine Rangierlok mit zwei Güterwagen bot. So enthielt 1979 zum Beispiel eine Lima-Startpackung für 79,90 DM eine Trans-Europ-Express-Lok der Baureihe 103 mit vier Rheingoldwagen, Schienenoval, Ausweichgleis, Lichtsignalbrücke mit Zugbeeinflussung und mechanischem Bahnübergang, während bei Fleischmann damals diese Lokomotive allein rund 200 DM kostete. Die Gotthardbahn-Lok Ae 6/6 als Parade-Lokomotive der SBB war in der Schweiz besonders häufig in Lima-Anfangspackungen anzutreffen und gilt dort daher als eines der meistgebauten Lokomotivmodelle überhaupt. Der günstige Preis machte Lima-Modelle auch zu einer idealen Basis für Umbauten, zum Beispiel für das Mittelleiter-System, wozu auch der große leere Innenraum der H0-Lokomotiven einlud. Für das Wechselstrom-Gleis von Märklin bot Lima auch werksseitig umgerüstete Varianten einiger Lokomotiven und Triebwagen an.

## Bildergalerie

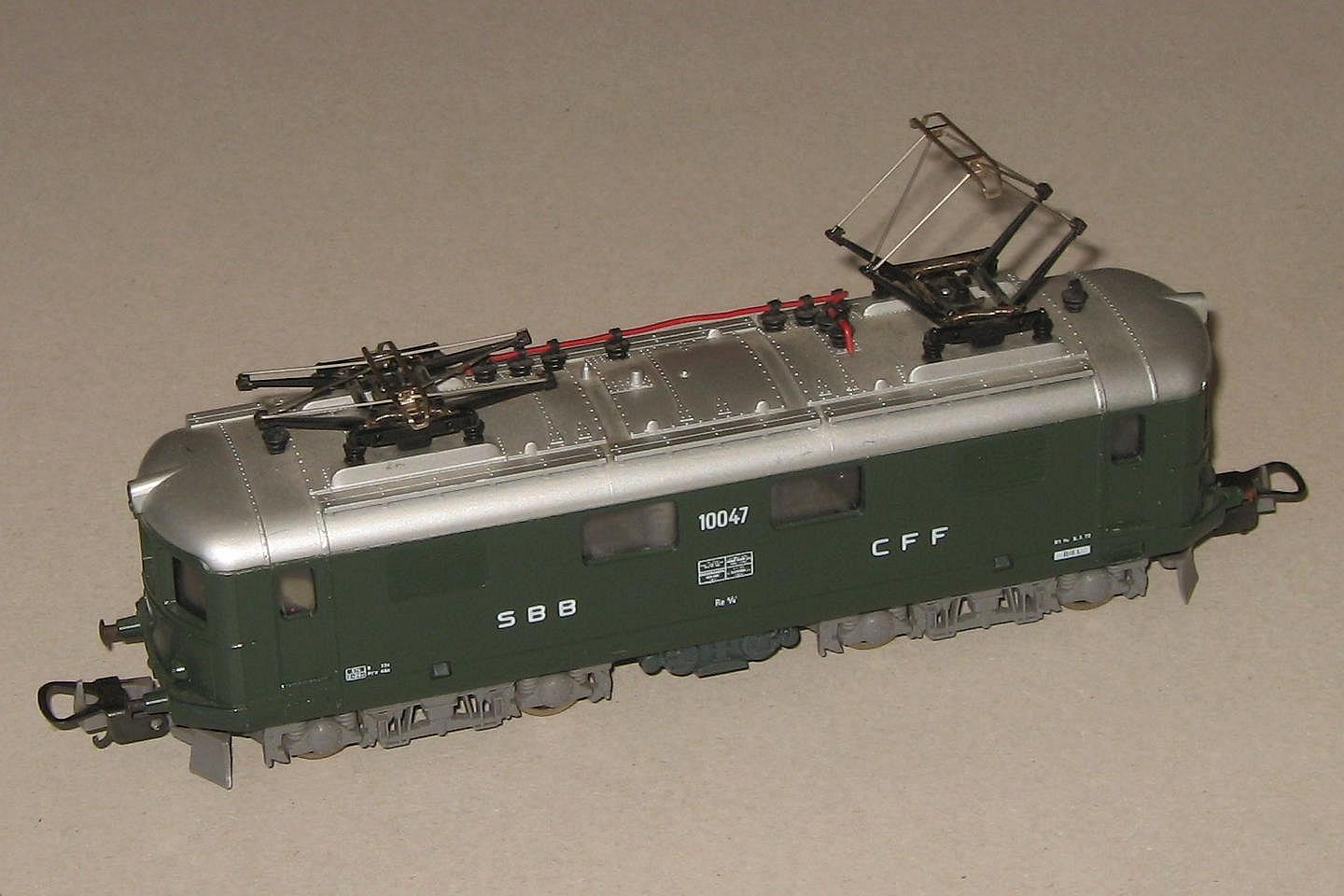
Re 4/4 I der SBB
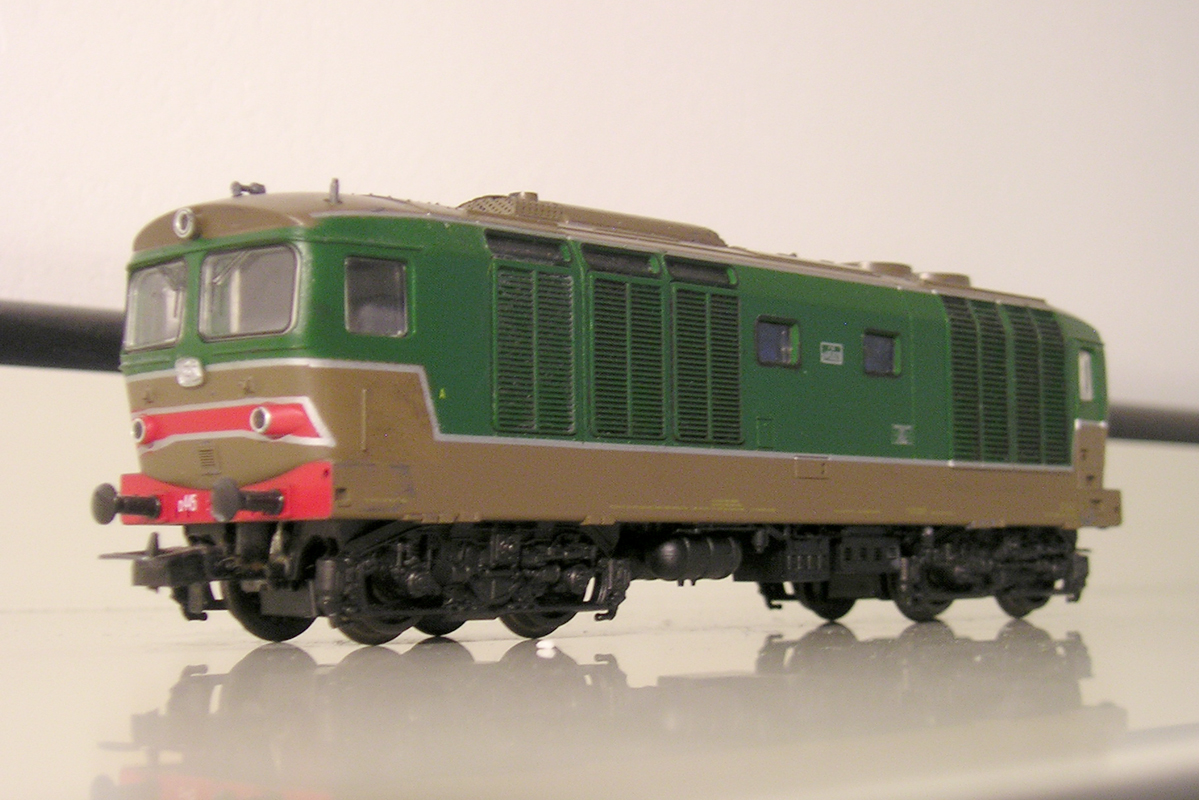
FS D.445 der FS
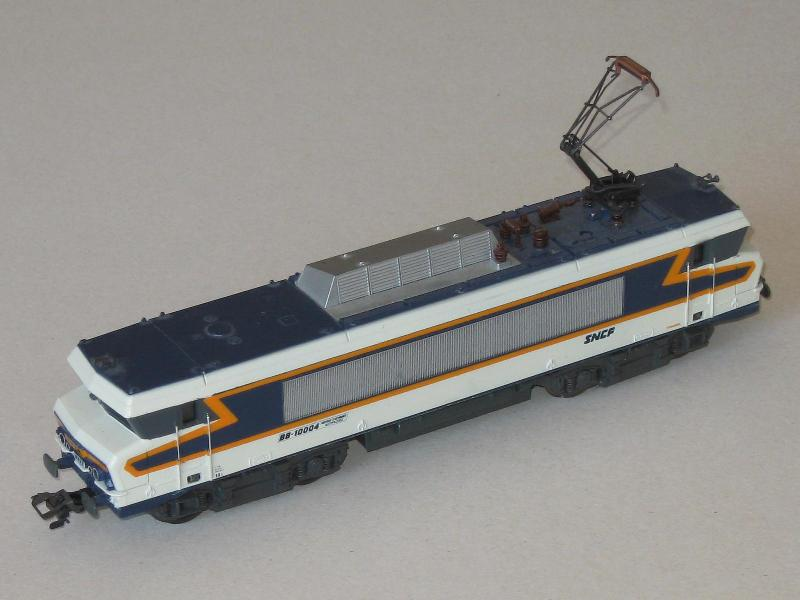
BB 10004 der SNCF
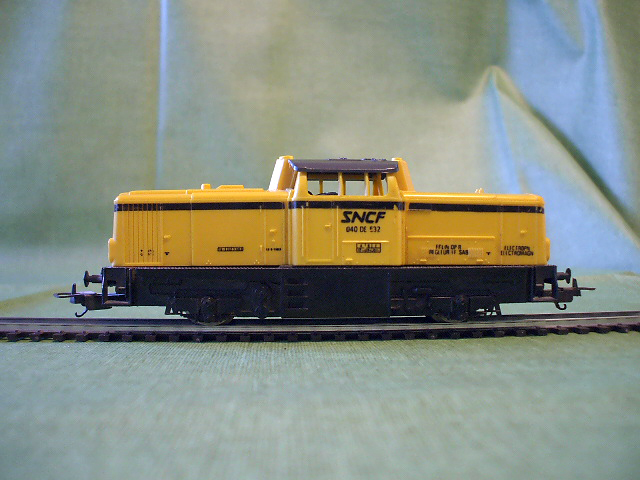
Diesellokomotive der SNCF